# Джерело № 1 (Крайниково)
Джерело́ № 1 (Крайниково) — гідрологічна пам'ятка природи місцевого значення в Україні. Розташована в межах Хустського району Закарпатської області, в селі Крайниково, на вул. Дружби. 
Площа 0,5 га. Статус надано згідно з рішенням Закарпатського облвиконкому від 23.10.1984 року № 253. Перебуває у віданні Крайниківської сільської ради. 
Статус надано з метою збереження джерела мінеральної води. Вода гідро-хлоридна натрієво-кальцієва. Мікроелементи: марганець, двоокис кремнію. Для лікування захворювань органів травлення.